# Квасы
Квасы́ (укр. Кваси) — село в Ясинянской поселковой общине Раховского района Закарпатской области Украины.
Население по переписи 2001 года составляло 1794 человека. Почтовый индекс — 90640. Телефонный код — 3132. Код КОАТУУ — 2123683001.

## История
Согласно разным историческим справкам и источникам, появление села Квасы относят к 1684 году. В XVIII веку село было украинским поселением, население которого в основном занималось лесоразработками. Название села происходит от словосочетания «квасная (кислая) вода», так на Гуцульщине называют минеральную воду. В селе действительно есть минеральные источники, вода из которых относится к типу «Арзни» и «Ессентуки». Первую водолечебницу и купели «Буркут» (другое название минеральной воды гуцульским говором) на базе минеральных источников построили во времена господства Австро-Венгерской монархии в середине XIX века. До 1944 года село имело названия Боркут, Тисаборкут. Село Квасы называют столицей лижникарства, то есть производства покрывал — одного из неотъемлемых элементов гуцульской культуры, который всегда сопровождал гуцула в течение жизни и был не только одеялом, но и символом благополучия и богатства, использовался в народной медицине, а также — в брачном обряде.
По народным преданиям, первая церковь в селе была ольховая, не оштукатуренная, а мазаная глиной. В документах Мукачевской греко-католической епархии упоминается церковь в селе Квасы (Боркут), заложенная в 1762 году.

## География
Село Квасы находится в межгорной долине реки Чёрная Тиса, село окружено с севера Полонинско-Черногорской грядой гор (с вершинами Поборы — 1076 м, Близнецы — 1880 м, Менчул — 1120 м), с юга — Марморожским кристаллическим массивом. В этом районе расположены Черногоры (с наивысшей горной вершиной Украинских Карпат Говерлой — 2061 м). Климат умеренно континентальный, среднегодовая температура воздуха колеблется от +7 °C до +9 °C, самый теплый месяц — июль со средней температурой +17 °C, самый холодный — январь со средней температурой −5 °C. Осадков выпадает за год от 850 до 1050 мм. Относительная влажность воздуха находится в пределах 65-88 %. Рельеф горный. Горы лесистые, занимают 6082 га площади. Лес смешанный: бук, ясень, ель, орешник, черемуха, ясень, тополь, береза и др. Также в лесах встречается много грибов и ягод, таких как черника, земляника, ежевика, калина, рябина, брусника, шиповник и многие др. Село пересекает железная дорога Львов — Рахов.

## Топографические карты
- Лист карты M-35-133-Г-а.